# Уангелен
Уангеле́н (исп. Huanguelén) — город в Аргентине в провинции Буэнос-Айрес. Расположен в муниципалитете Коронель-Суарес, однако частично заходит на территорию муниципалитета Гуамини. Название является словом из языка мапуче, обозначающим духа из индейской мифологии, и связано с одной из местных легенд.

## История
Город был основан в 1913 году. Уже в 1919 году в нём проживало 4 тысячи человек.